# Rallye Rhône-Charbonnières
Le Rallye Rhône-Charbonnières (anciennement Rallye Lyon-Charbonnières-Stuttgart–Solitude de 1960 à 1975 et Rallye Lyon-Charbonnières-Rhône jusqu'à 2021), dit « Le Charbo », est un rallye automobile basé autour de Lyon, organisé à l'origine par l’Automobile Club du Rhône, le Moto-Club du Rhône et la Société des Eaux Minérales de Charbonnières.

## Histoire

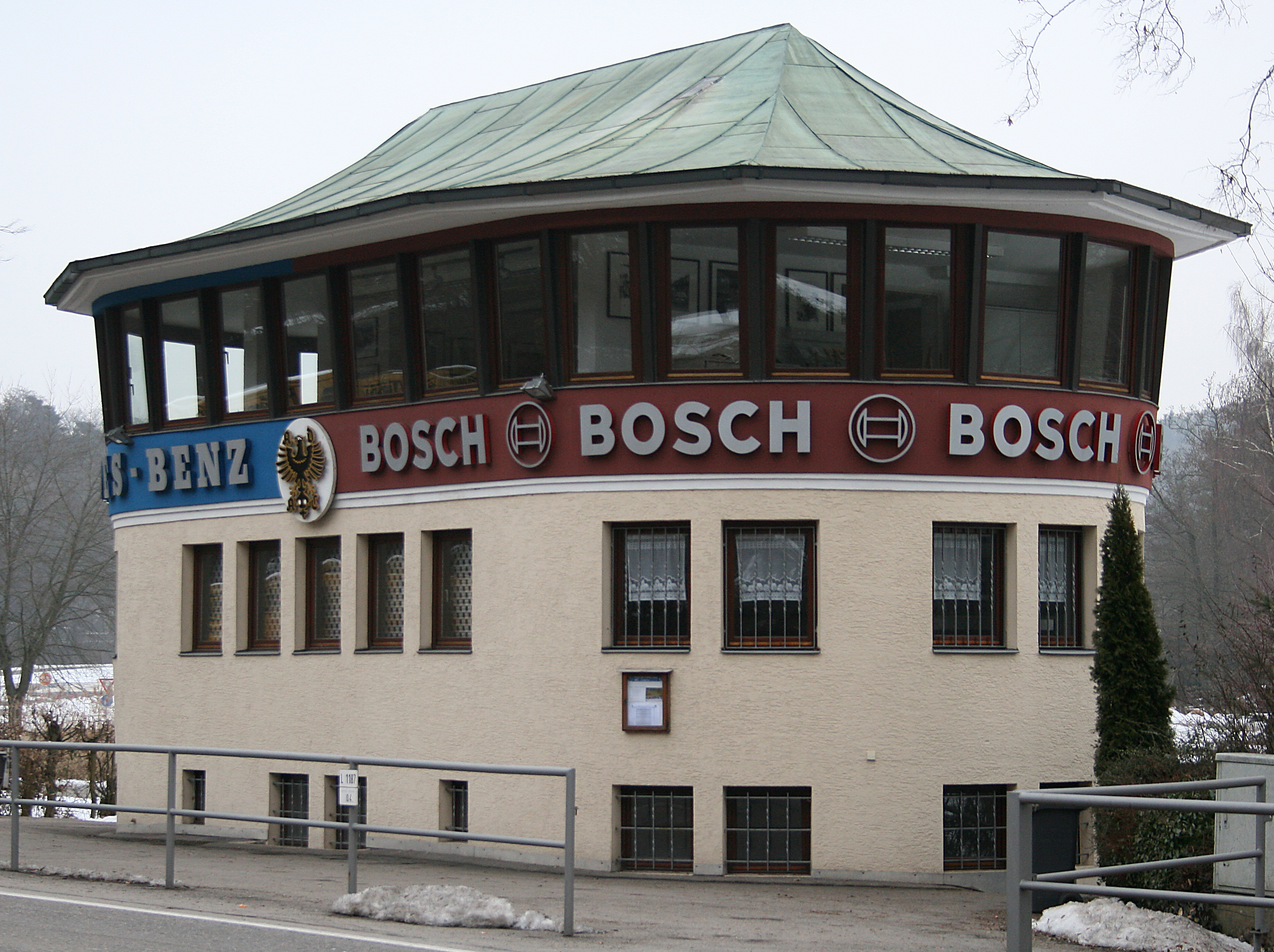
Circuit de Solitude (ancien départ de l'épreuve en Allemagne).

Créé officiellement en 1947 par le docteur Pierre Dalligand (Président de l'Automobile Club du Rhône et du Moto-Club du Rhône, vainqueur de cette première édition sur Bugatti 55) et le gérant de casino Georges Bassinet (Président de la Société des Eaux Minérales de Charbonnières), il est devenu exclusivement réservé aux 4 roues en 1950.
En 1960, un cinquième du parcours se déroule en Allemagne. La fusion avec le Rallye de La Solitude (organisé pour la première fois en 1953) est décidée. Il est désormais co-organisé avec l’ADAC du Würtemberg et comprend une épreuve de vitesse sur le circuit de Solitude. Il prend l'appellation « Rallye Lyon-Charbonnières-Stuttgart-La Solitude ».
Il intégra selon les années le Championnat d'Europe des rallyes (à partir de 1967, considéré alors comme le Rallye d'Allemagne de l'Ouest, vainqueur Vic Elford), ou encore le championnat de France, ainsi que le championnat helvétique entre 2000 et 2003. Il accueille de nouveau le championnat français de « D1 » depuis 1996 en reprenant son nom de Lyon-Charbonnières.
Des pilotes de notoriété l'ont remporté, tels Jean Vinatier, Jean-Claude Andruet, Bernard Darniche, Jean Ragnotti, ou encore Sébastien Loeb.
Des spéciales comme Col de Crie-Chiroubles, ou encore Marchampt-St Cyr-le-Chatoux, sont des spéciales célèbres de ce rallye, tout comme les passages du pont Gaillard (ou pont de Véry), ou de l'épingle de Mardore.
Avec quatre victoires, Dany Snobeck, David Salanon et Yoann Bonato détiennent le record de l'épreuve. Jean-Claude Andruet, Bernard Darniche et Philippe Bugalski suivent avec trois couronnes.
En 2022, la compétition est renommée « Rallye Rhône-Charbonnières », à la suite de la suppression des subventions de la ville de Lyon, administrée par des élus écologistes depuis 2020, hostiles au sport automobile. Le tracé est également revu avec la réapparition de la spéciale du Col des Cassettes et l'épingle célèbre de Marchampt-Saint-Cyr-le-Chatoux.

### Éditions notables
- 1950 : Ouverte jusqu'ici aux motos, l'épreuve n'est plus réservée qu'aux voitures.
- 1952 : Le rallye prend vraiment son envol, avec 148 engagés, et trois villes de départ : Londres, Liège et Lausanne.
- 1959 : Les organisateurs innovent avec une course de « vitesse-régularité » sur le circuit de Charade.
- 1978 : Les Véhicules d’Époque de Compétition (VHC) font leur entrée avec un règlement adapté tandis qu'on observe un nouveau regain d’intérêt pour la compétition automobile avec 67 partants.
- 1979 : Sur la Fiat 131 Abarth de l'écurie Fiat France, Michèle Mouton et sa copilote Françoise Conconi remportent le rallye et deviennent l'unique équipage féminin à s'être imposé dans cette épreuve.
- 1984 : À cause d’une tempête exceptionnelle, seuls 44 engagés sur 158 parvinrent à se classer. Sur les 22 véhicules historiques engagés, seuls 3 seront à l’arrivée pour un circuit de 449 km. Ce qui vaudra une nouvelle rétrogradation en « D2 ».
- 1996 : Après avoir passé onze ans dans l'antichambre de l'élite à cause de la neige, le «Charbo» revient en « D1 ».
- 1997 : Déjà vainqueur en 1996, Gilles Panizzi récidive au terme d'un duel tourmenté avec Delecour, qui pilote l'autre 306 Maxi officiel. La différence se fait dans l'ultime spéciale qui emprunte le circuit de la course de côte de Limonest. En définitive, une seule et unique seconde sépare les « Peugeot boys ». Spectacle vu par près de 250 000 spectateurs massés sur les bords des routes.
- 2000 : Après avoir rejoint Citroën en 1998, Bugalski remporte un troisième succès consécutif, mais cette fois au volant de la Xsara T4, nouvelle arme de la marque, possédant 4 roues motrices.
- 2001 : Sébastien Loeb démontre sa domination en remportant dix des quinze épreuves spéciales, malgré une Xsara Kit-Car qui finira le rallye sur trois cylindres. La première spéciale est marquée par un violent accident impliquant la Porsche de Serge Sastre et Corinne Albert[6].
- 2012 : Stéphane Sarrazin aligne dix temps «scratch», mais après avoir perdu dix secondes dans le deuxième chrono, c'est une nouvelle fois Dany Snobeck qui s'impose avec sa régularité habituelle. Ce sera le dernier de ses quatre succès dans le Rhône.
- 2017 : Six kilomètres après le départ, Anthony Perrin, originaire de Mâcon, perd le contrôle de sa Citroën Saxo et percute un poteau électrique sur l'étape de Ternand-Valsonne. Il meurt sur le coup tandis que son copilote Vincent Rigaud est blessé et peut être désincarcéré par les pompiers.
- 2020 : Édition annulée, le 20 mars, par le Comité Directeur de l'Association Sportive Automobile du Rhône, en raison de la pandémie de Covid-19[7].
- 2021 : Initialement prévue du 22 au 24 avril, l'édition 2021 est d'abord reportée à une date ultérieure, toujours en conséquence de la pandémie de Covid-19 ainsi que du huis-clos imposé conformément aux restrictions sanitaires[8], puis est finalement annulée[9].

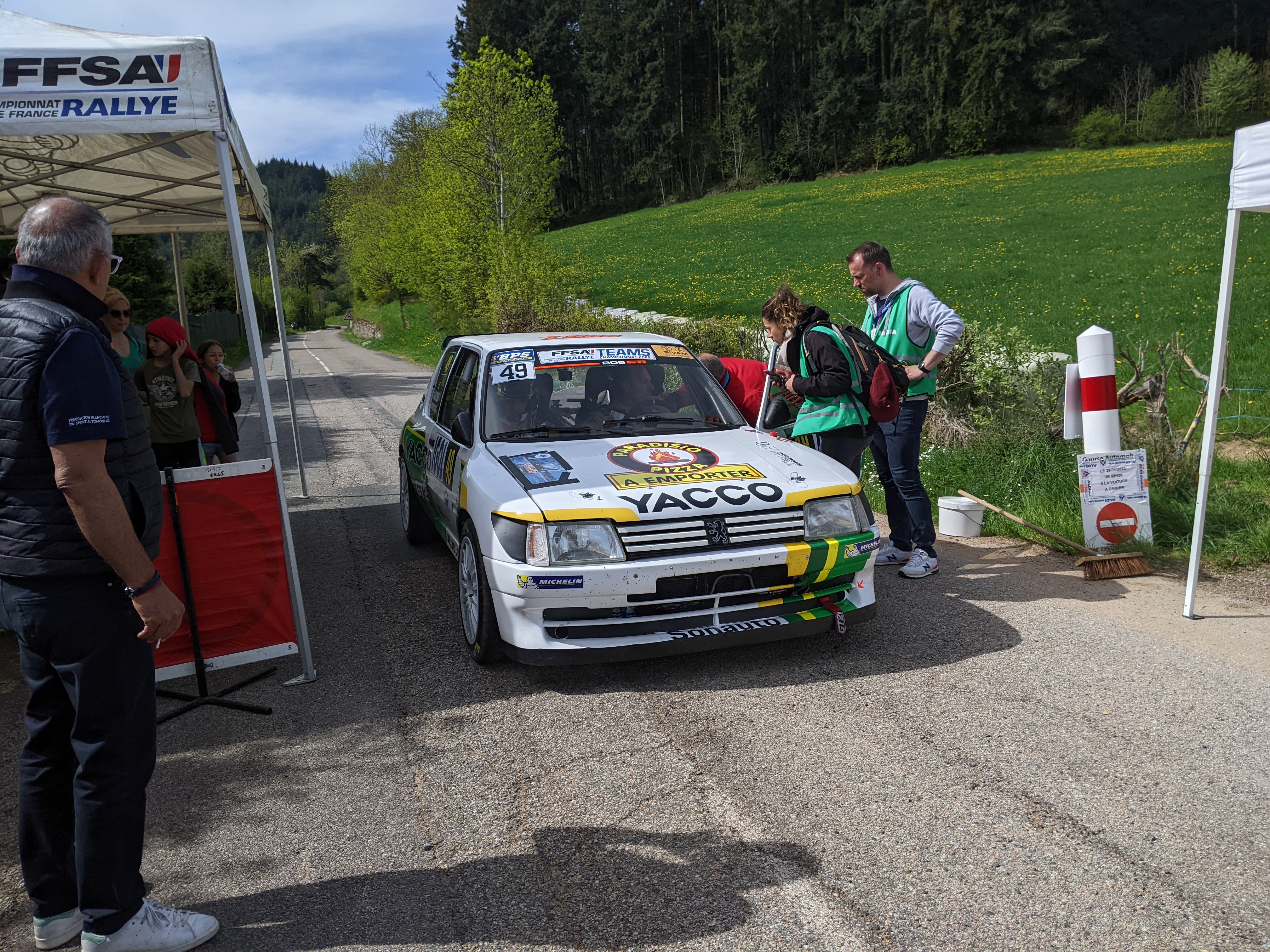
Peugeot 205 GTI de Sébastien Dommerdich au Rhône-Charbonnières 2022, à Saint-Just-d'Avray.

- 2022: Dès l'ES2, le rallye est marqué par la sortie de piste de Lucie Raynaud qui inflige un retard aux autres spéciales. L'après-midi même, l'ES4 est marquée par la sortie de Pierre Roché sur sa C3 R5, qui vient taper un mur en pleine face. Sa mère et copilote Martine Roché s'en sort avec le bassin cassé. Cette spéciale fait office de temps forfaitaire et est effectuée en liaison par la majorité des pilotes. La spéciale suivante, déjà retardée par l'accident des Roché, se voit encore retardée d'une heure pour une sortie de Yoann Bonato sans gravité et surtout celle de Kévin Bochatay, ce qui mène à une interruption d'une heure. La pluie vient s'inviter durant cette interruption. Le lendemain, l'ES9 voit Sébastien Dommerdich sortir violemment avec sa 205 et retarder les autres spéciales de près d'une heure. Le samedi après-midi s'avère cette fois-ci plus calme, du fait qu'aucune interruption n'est à déplorer, ce qui en fait la seule demi-journée sans interruption.

## Palmarès
| Année | Pilote                                 | Copilote                               | Voiture                                |
| ----- | -------------------------------------- | -------------------------------------- | -------------------------------------- |
| 2000  | Philippe Bugalski                      | Jean-Paul Chiaroni                     | Citroën Xsara T4                       |
| 2001  | Sébastien Loeb                         | Daniel Elena                           | Citroën Xsara Kit-Car                  |
| 2002  | Benoît Rousselot                       | Gilles Mondésir                        | Subaru Impreza WRC                     |
| 2003  | Simon Jean-Joseph                      | Jack Boyère                            | Renault Clio S1600                     |
| 2004  | Alexandre Bengué                       | Caroline Escudéro                      | Peugeot 206 WRC                        |
| 2005  | Nicolas Vouilloz                       | Patrick Pivato                         | Subaru Impreza WRC                     |
| 2006  | Nicolas Vouilloz                       | Nicolas Klinger                        | Peugeot 307 WRC                        |
| 2007  | David Salanon                          | Céline Combronde                       | Peugeot 307 WRC                        |
| 2008  | Dany Snobeck                           | Gilles Mondésir                        | Peugeot 307 WRC                        |
| 2009  | Dany Snobeck                           | Gilles Mondésir                        | Peugeot 307 WRC                        |
| 2010  | Cédric Robert                          | Matthieu Duval                         | Peugeot 307 WRC                        |
| 2011  | Dany Snobeck                           | Gilles Mondésir                        | Citroën C4 WRC                         |
| 2012  | Dany Snobeck                           | Gilles Mondésir                        | Citroën C4 WRC                         |
| 2013  | Julien Maurin                          | Nicolas Klinger                        | Ford Fiesta RS WRC                     |
| 2014  | David Salanon                          | Romain Roche                           | Ford Fiesta RS WRC                     |
| 2015  | Jean-Marie Cuoq                        | Jérôme Degout                          | Citroën C4 WRC                         |
| 2016  | David Salanon                          | Laurent Magat                          | Ford Fiesta RS WRC                     |
| 2017  | David Salanon                          | Laurent Magat                          | Ford Fiesta RS WRC                     |
| 2018  | Yoann Bonato                           | Benjamin Boulloud                      | Citroën C3 R5                          |
| 2019, | Yoann Bonato                           | Benjamin Boulloud                      | Citroën C3 R5                          |
| 2020  | Épreuve annulée (pandémie de Covid-19) | Épreuve annulée (pandémie de Covid-19) | Épreuve annulée (pandémie de Covid-19) |
| 2021  | Épreuve annulée (pandémie de Covid-19) | Épreuve annulée (pandémie de Covid-19) | Épreuve annulée (pandémie de Covid-19) |
| 2022  | Quentin Giordano                       | Kévin Parent                           | Volkswagen Polo GTI R5                 |
| 2023  | Yoann Bonato                           | Benjamin Boulloud                      | Citroën C3 Rally2 (en)                 |
| 2024  | Yoann Bonato                           | Benjamin Boulloud                      | Citroën C3 Rally2                      |
| 2025, | Yoann Bonato                           | Benjamin Boulloud                      | Citroën C3 Rally2                      |

## Galerie

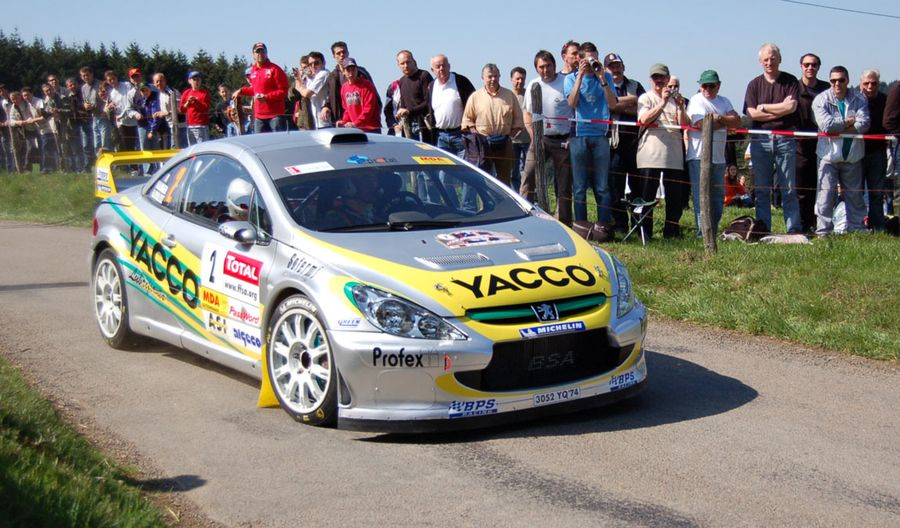
Nicolas Vouilloz en 2006.
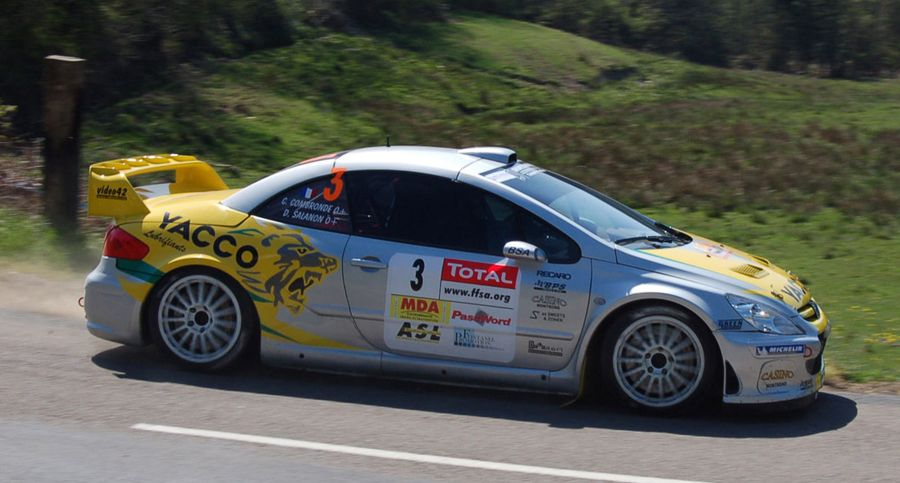
David Salanon en 2007.
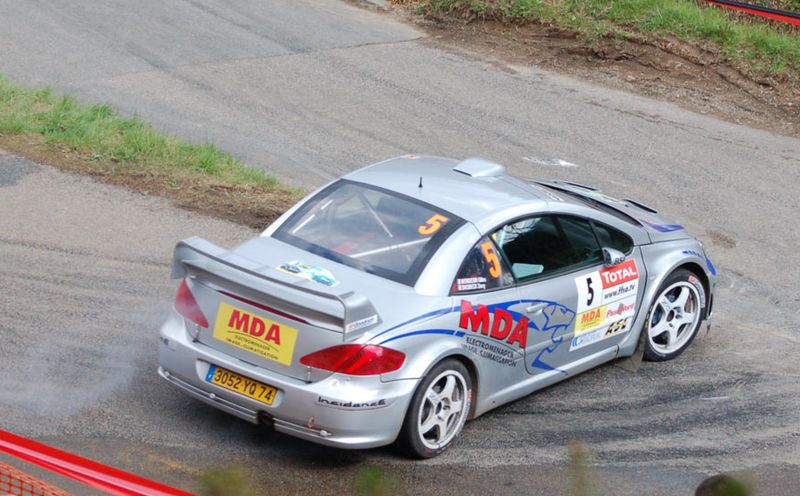
Dany Snobeck en 2008.
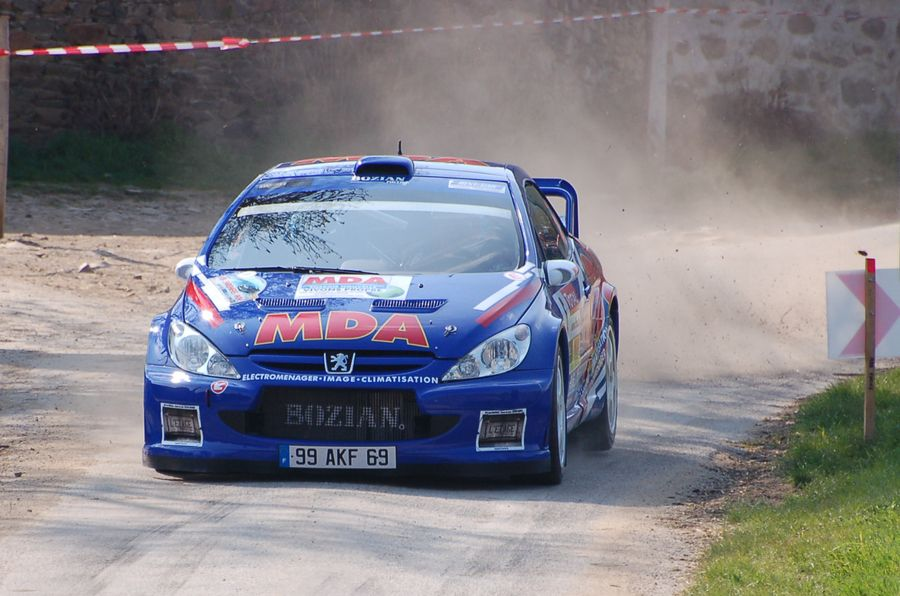
Dany Snobeck en 2009.
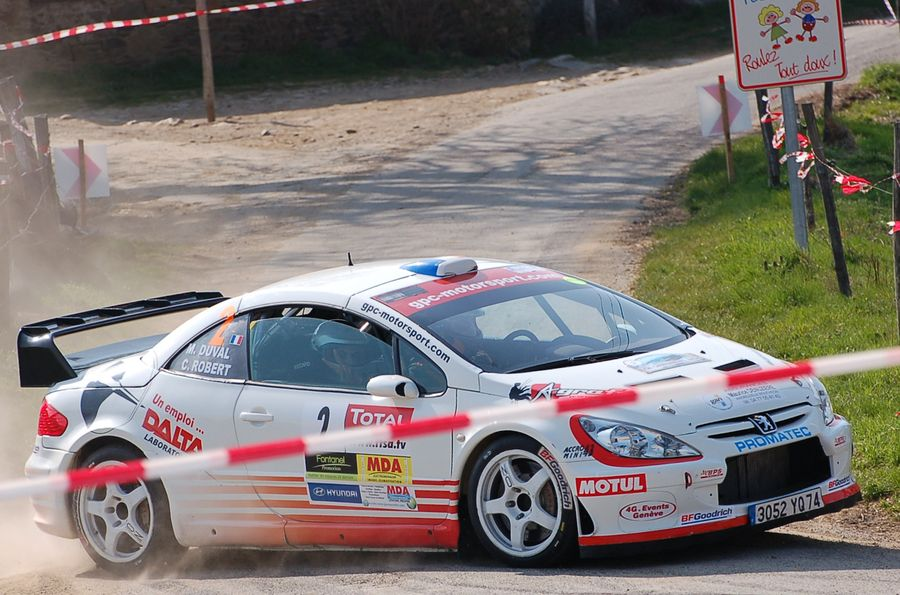
Cédric Robert en 2010.
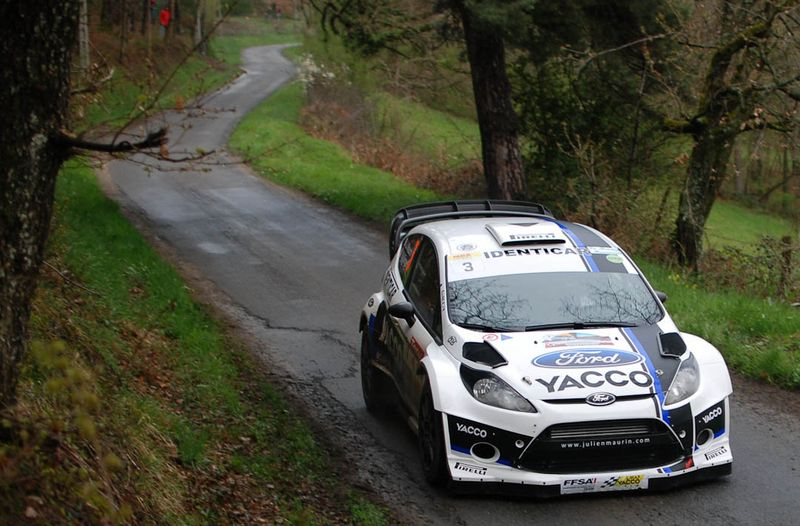
Julien Maurin et Nicolas Klinger en 2013.

## Médiatisation
Depuis 2018, Canal + Sport propose un résumé d'une quarantaine de minutes dans une émission intitulée « Rallye Club ».